# Rink hockey aux Jeux olympiques d'été de 1992 - Tour préliminaire
Le tour préliminaire de la compétition de rink hockey aux Jeux olympiques d'été de 1992 a été joué entre le 26 et le 30 juillet 1992. Il consistait en une phase de groupes contenant chacun 6 équipes. Les équipes ont été réparties dans les groupes en fonction des résultats lors du championnat du monde de 1991. Chaque groupe s'est joué dans un lieu spécifique et chaque équipe d'un même groupe s'est affronté une fois, soit un total de 5 matchs en 5 jours. Finalement, les trois meilleures équipes de chaque groupe étaient qualifiées pour les demi-finales.

## Groupe A
Ce groupe comprenait les sélections argentine, italienne, japonaise, portugaise, suisse et américaine. Les matchs ont été joués au Pavelló de Club Patí Vic, à Vic. Les trois équipes qualifiées pour la suite de la compétition ont été l'Italie, le Portugal et l'Argentine.
| Équipe        | Pts | Joués | G | N | P | +  | -  |
| ------------- | --- | ----- | - | - | - | -- | -- |
| 1. Italie     | 9   | 5     | 4 | 1 | 0 | 54 | 8  |
| 2. Portugal   | 8   | 5     | 4 | 0 | 1 | 59 | 8  |
| 3. Argentine  | 6   | 5     | 2 | 2 | 1 | 22 | 9  |
| 4. États-Unis | 5   | 5     | 2 | 1 | 2 | 24 | 27 |
| 5. Suisse     | 2   | 5     | 1 | 0 | 4 | 12 | 28 |
| 6. Japon      | 0   | 5     | 0 | 0 | 5 | 4  | 95 |

### Matchs

#### Première journée
| Tour préliminaire | États-Unis                                                                        | 10-1  | Japon         | Pavelló de Club Patí Vic Vic                |                                             |
| 26 juillet 1992   | Jeffrey Gibson (3) Jim Trussell (3) Johnny Raglin (2) Dickie Chado Mike Stevenson | (8-1) | Noburu Kawaji | Arbitrage : Carlos Freitas Ian Leslie Roach | Arbitrage : Carlos Freitas Ian Leslie Roach |

| Tour préliminaire | Italie                                      | 3-3   | Argentine                                         | Pavelló de Club Patí Vic Vic                       |                                                    |
| 26 juillet 1992   | Dario Rigo Francesco Amato Massimo Mariotti | (3-1) | G. Cairo Valdivia J. Paez Picon P. Cairo Valdivia | Arbitrage : Luís Alfredo Dias Rei Udo Schaffhoefer | Arbitrage : Luís Alfredo Dias Rei Udo Schaffhoefer |

| Tour préliminaire | Portugal | 11-0  | Suisse | Pavelló de Club Patí Vic Vic                            |                                                         |
| 26 juillet 1992   | António Neves (2) Paulo Almeida (2) Paulo Alves (2) Pedro Alves (2) Luís Ferreira Vitor Fortunato Vitor Hugo Silva | (5-0) |        | Arbitrage : Joan Serrano Sala Horacio Ricardo Bernardez | Arbitrage : Joan Serrano Sala Horacio Ricardo Bernardez |

#### Deuxième journée
| Tour préliminaire | Suisse | 0–8   | Italie                                                                                      | Pavelló de Club Patí Vic Vic                          |                                                       |
| 27 juillet 1992   |        | (0–3) | Francesco Amato (3) Enrico Mariotti (2) Enrico Bernardini Giuseppe Marzela Massimo Mariotti | Arbitrage : Alfonso Mestres Torrens Joan Serrano Sala | Arbitrage : Alfonso Mestres Torrens Joan Serrano Sala |

| Tour préliminaire | Japon | 0–38   | Portugal | Pavelló de Club Patí Vic Vic                |                                             |
| 27 juillet 1992   |       | (0–16) | António Neves (16) Luís Ferreira (7) Vitor Hugo Silva (5) Pedro Alves (4) Paulo Alves (2) Rui Lopes (2) Paulo Almeida Vitor Fortunato | Arbitrage : Udo Schaffhoefer Carlos Freitas | Arbitrage : Udo Schaffhoefer Carlos Freitas |

| Tour préliminaire | Argentine                                                   | 4–4   | États-Unis                                    | Pavelló de Club Patí Vic Vic                      |                                                   |
| 27 juillet 1992   | R. Roldan Gomez (2) A. Rodriguez Crespo D. Allende Martinez | (3–2) | Keith Huckaby (2) Dickie Chado Jeffrey Gibson | Arbitrage : Mario del Carlo Luís Alfredo Dias Rei | Arbitrage : Mario del Carlo Luís Alfredo Dias Rei |

#### Troisième journée
| Tour préliminaire | Suisse                                                                                      | 9–2   | Japon                          | Pavelló de Club Patí Vic Vic                           |                                                        |
| 28 juillet 1992   | Allain Richard (3) Patrik Roduit (2) Stephane Cotting (2) Gilles Brentini Jean-Luc Christen | (7–1) | Hitoshi Fukuda Nobuyuki Kijima | Arbitrage : Ian Leslie Roach Horacio Ricardo Bernardez | Arbitrage : Ian Leslie Roach Horacio Ricardo Bernardez |

| Tour préliminaire | Portugal      | 1–0   | Argentine | Pavelló de Club Patí Vic Vic                  |                                               |
| 28 juillet 1992   | Paulo Almeida | (0–0) |           | Arbitrage : Mario del Carlo Joan Serrano Sala | Arbitrage : Mario del Carlo Joan Serrano Sala |

| Tour préliminaire | États-Unis         | 2–13  | Italie                                                          | Pavelló de Club Patí Vic Vic                         |                                                      |
| 28 juillet 1992   | Mike Stevenson (2) | (0–4) | Francesco Amato (7) Enrico Bernardini (3) Giuseppe Marzella (3) | Arbitrage : Alfonso Mestres Torrens Udo Schaffhoefer | Arbitrage : Alfonso Mestres Torrens Udo Schaffhoefer |

#### Quatrième journée
| Tour préliminaire | États-Unis                                                   | 5–2   | Suisse                         | Pavelló de Club Patí Vic Vic                     |                                                  |
| 29 juillet 1992   | Karl Huckaby (2) Keith Huckaby Jeffrey Gibson Mike Stevenson | (2–0) | Allain Richard Gilles Brentini | Arbitrage : Luís Alfredo Dias Rei Carlos Freitas | Arbitrage : Luís Alfredo Dias Rei Carlos Freitas |

| Tour préliminaire | Italie                                                                 | 5–2   | Portugal                    | Pavelló de Club Patí Vic Vic                          |                                                       |
| 29 juillet 1992   | Enrico Mariotti (2) Enrico Bernardini Francesco Amato Massimo Mariotti | (0-0) | António Neves Paulo Almeida | Arbitrage : Alfonso Mestres Torrens Joan Serrano Sala | Arbitrage : Alfonso Mestres Torrens Joan Serrano Sala |

| Tour préliminaire | Argentine | 13–0   | Japon | Pavelló de Club Patí Vic Vic                  |                                               |
| 29 juillet 1992   | R. Roldan Gomez (5) G. Cairo Valdivia (2) J. Paez Picon (2) P. Cairo Valdivia (2) A. Cairo Valdivia R. Monserrat Barragan | (11-0) |       | Arbitrage : Udo Schaffhoefer Ian Leslie Roach | Arbitrage : Udo Schaffhoefer Ian Leslie Roach |

#### Cinquièlme journée
| Tour préliminaire | Japon         | 1–25   | Italie | Pavelló de Club Patí Vic Vic                     |                                                  |
| 30 juillet 1992   | Noburu Kawaji | (0–10) | Francesco Amato (11) Massimo Mariotti (5) Dario Rigo (2) Enrico Bernardini (2) Roberto Crudeli (2) Enrico Mariotti Giuseppe Marzella Tommaso Colamaria | Arbitrage : Luís Alfredo Dias Rei Carlos Freitas | Arbitrage : Luís Alfredo Dias Rei Carlos Freitas |

| Tour préliminaire | Suisse          | 1–2   | Argentine                     | Pavelló de Club Patí Vic Vic                         |                                                      |
| 30 juillet 1992   | Gilles Brentini | (1-1) | J. Paez Picon R. Roldan Gomez | Arbitrage : Ian Leslie Roach Alfonso Mestres Torrens | Arbitrage : Ian Leslie Roach Alfonso Mestres Torrens |

| Tour préliminaire | Portugal                                                                     | 7–3   | États-Unis                                 | Pavelló de Club Patí Vic Vic                          |                                                       |
| 30 juillet 1992   | Paulo Almeida (2) Paulo Alves (2) António Neves Pedro Alves Vitor Hugo Silva | (4–1) | Brady Donoghue Jim Trussell Mike Stevenson | Arbitrage : Mario del Carlo Horacio Ricardo Bernardez | Arbitrage : Mario del Carlo Horacio Ricardo Bernardez |

## Groupe B
Ce groupe comprenait les sélections angolaise, australienne, brésilienne, allemande, batave et espagnole. Les matchs étaient joué au Pavelló de l'Ateneu de Sant Sadurní. Les trois sélections qualifiées pour la suite de la compétition étaient l'Espagne, le Brésil et les Pays-Bas.
| Team         | Pts | Pld | W | D | L | GF | GA |
| ------------ | --- | --- | - | - | - | -- | -- |
| 1. Espagne   | 10  | 5   | 5 | 0 | 0 | 45 | 4  |
| 2. Brésil    | 8   | 5   | 4 | 0 | 1 | 27 | 12 |
| 3. Pays-Bas  | 5   | 5   | 2 | 1 | 2 | 22 | 24 |
| 4. Allemagne | 4   | 5   | 2 | 0 | 3 | 13 | 17 |
| 5. Angola    | 3   | 5   | 1 | 1 | 3 | 7  | 23 |
| 6. Australie | 0   | 5   | 0 | 0 | 5 | 7  | 42 |

### Matchs

#### Première journée
| Tour préliminaire | Brésil                                                                     | 5-3   | Allemagne                                | Pavelló de l'Ateneu de Sant Sadurní Sant Sadurní |                                               |
| 26 juillet 1992   | Jurandir Silva (2) Alan Feres Karam F. Louzada de Jesus V. Nogueira Santos | (3-0) | Andreas Thiel Markus Franken Ralf Giesen | Arbitrage : Werner Brunner Peter van Lieshout    | Arbitrage : Werner Brunner Peter van Lieshout |

| Tour préliminaire | Pays-Bas                                     | 3–3   | Angola                      | Pavelló de l'Ateneu de Sant Sadurní Sant Sadurní |                                            |
| 26 juillet 1992   | J. van Diejen R. Lugtenburg Ronald Grijseels | (2–2) | Tota Monteiro (2) Né Santos | Arbitrage : José Emygdio Costa Eric Girard       | Arbitrage : José Emygdio Costa Eric Girard |

| Tour préliminaire | Australie          | 1–17  | Espagne | Pavelló de l'Ateneu de Sant Sadurní Sant Sadurní         |                                                          |
| 26 juillet 1992   | Nicholas J. Galtos | (1–9) | A. Avecilla Porto (5) A. Rovira Lecha (4) F. Pujalte Camarasa (3) S. Carda Torner (2) Joan Ayats Presas Joan Carles Colas J. Benito Martinez | Arbitrage : Robert Glenn Gara João António Pereira Faria | Arbitrage : Robert Glenn Gara João António Pereira Faria |

#### Deuxième journée
| Tour préliminaire | Angola     | 1–8   | Brésil                                                                       | Pavelló de l'Ateneu de Sant Sadurní Sant Sadurní                   |                                                                    |
| 27 juillet 1992   | Sony Amado | (1–2) | Jurandir Silva (3) Alan Feres Karam (2) M. Cavallaro (2) F. Louzada de Jesus | Arbitrage : Miguel Angel Marti Corcuera João António Pereira Faria | Arbitrage : Miguel Angel Marti Corcuera João António Pereira Faria |

| Tour préliminaire | Allemagne                                                    | 4–1   | Australie         | Pavelló de l'Ateneu de Sant Sadurní Sant Sadurní |                                        |
| 27 juillet 1992   | Andreas Thiel Markus Franken Michael Neubauer Ulrich Pfeifer | (2–1) | Keith John Reinke | Arbitrage : Eric Girard Werner Brunner           | Arbitrage : Eric Girard Werner Brunner |

| Tour préliminaire | Espagne                                                                                                 | 11–1  | Pays-Bas          | Pavelló de l'Ateneu de Sant Sadurní Sant Sadurní   |                                                    |
| 27 juillet 1992   | A. Avecilla Porto (3) Joana Carles Colas (3) A. Rovira Lecha (2) S. Carda Torner (2) J. Benito Martinez | (3–1) | T. van den Dungen | Arbitrage : José Emygdio Costa Neville Edwin Black | Arbitrage : José Emygdio Costa Neville Edwin Black |

#### Troisième journée
| Tour préliminaire | Australie                | 0–2   | Angola | Pavelló de l'Ateneu de Sant Sadurní Sant Sadurní   |                                                    |
| 28 juillet 1992   | Sony Amado Orlando Graça | (0–0) |        | Arbitrage : José Emygdio Costa Neville Edwin Black | Arbitrage : José Emygdio Costa Neville Edwin Black |

| Tour préliminaire | Brésil                                                     | 6–2   | Pays-Bas                          | Pavelló de l'Ateneu de Sant Sadurní Sant Sadurní       |                                                        |
| 28 juillet 1992   | Alan Feres Karam (3) Jurandir Silva (2) V. Nogueira Santos | (4–1) | Arjan Vangerven T. van den Dungen | Arbitrage : Werner Brunner Miguel Angel Marti Corcuera | Arbitrage : Werner Brunner Miguel Angel Marti Corcuera |

| Tour préliminaire | Espagne                                                                   | 5–1   | Allemagne      | Pavelló de l'Ateneu de Sant Sadurní Sant Sadurní          |                                                           |
| 28 juillet 1992   | Joan Carles Colas (2) A. Avecilla Porto A. Rovira Lecha Joan Ayats Presas | (3–1) | Markus Franken | Arbitrage : João António Pereira Faria Peter van Lieshout | Arbitrage : João António Pereira Faria Peter van Lieshout |

#### Quatrième journée
| Tour préliminaire | Pays-Bas | 12–1  | Australie      | Pavelló de l'Ateneu de Sant Sadurní Sant Sadurní   |                                                    |
| 29 juillet 1992   | Arjan Vangerven (4) Hans Maranus (2) Patrick Zwaanswijk (2) Remon Lugtenburg (2) J. van Diejen T. van den Dungen | (5-1) | Markus Franken | Arbitrage : José Emygdio Costa Neville Edwin Black | Arbitrage : José Emygdio Costa Neville Edwin Black |

| Tour préliminaire | Angola           | 1–2   | Allemagne                    | Pavelló de l'Ateneu de Sant Sadurní Sant Sadurní           |                                                            |
| 29 juillet 1992   | Vado de Carvalho | (0–1) | Michael Neubauer Ralf Giesen | Arbitrage : Miguel Angel Marti Corcuera Peter van Lieshout | Arbitrage : Miguel Angel Marti Corcuera Peter van Lieshout |

| Tour préliminaire | Brésil         | 1–2   | Espagne                               | Pavelló de l'Ateneu de Sant Sadurní Sant Sadurní         |                                                          |
| 29 juillet 1992   | Jurandir Silva | (0–1) | F. Pujalte Camarasa Joan Ayats Presas | Arbitrage : João António Pereira Faria Robert Glenn Gara | Arbitrage : João António Pereira Faria Robert Glenn Gara |

#### Cinquième journée
| Tour préliminaire | Australie                                    | 4–7   | Brésil                                                                  | Pavelló de l'Ateneu de Sant Sadurní Sant Sadurní |                                                  |
| 30 juillet 1992   | Keith John Reinke (2) Nicholas J. Galtos (2) | (3–3) | Jurandir Silva (3) V. Nogueira Santos (2) Alan Feres Karam M. Cavallaro | Arbitrage : Robert Glenn Gara Peter van Lieshout | Arbitrage : Robert Glenn Gara Peter van Lieshout |

| Tour préliminaire | Allemagne                                     | 3–5   | Pays-Bas                                                    | Pavelló de l'Ateneu de Sant Sadurní Sant Sadurní       |                                                        |
| 30 juillet 1992   | Andreas Thiel Markus Franken Michael Neubauer | (2–2) | Arjan Vangerven (2) Ronald Grijseels (2) Patrick Zwaanswijk | Arbitrage : Miguel Angel Marti Corcuera Werner Brunner | Arbitrage : Miguel Angel Marti Corcuera Werner Brunner |

| Tour préliminaire | Espagne | 10–0  | Angola | Pavelló de l'Ateneu de Sant Sadurní Sant Sadurní |                                             |
| 30 juillet 1992   | J. Benito Martinez (3) Joan Carles Colas (3) A. Avecilla Porto A. Rovila Lecha Joan Ayats Presas S. Carda Torner | (4–0) |        | Arbitrage : Neville Edwin Black Eric Girard      | Arbitrage : Neville Edwin Black Eric Girard |